# Монерагала (округ)
Монерагала (синг. මොනරාගල දිස්ත්රික්කය, там. மொணராகலை மாவட்டம்) — один з 25 округів Шрі-Ланки. Входить до складу провінції Ува. Адміністративний центр — місто Монерагала.

## Площа
Площа Монерагали становить 5636 км² , що робить її другим найбільшим округом Шрі-Ланки. В адміністративному відношенні поділяється на 11 підрозділів.

## Населення
Населення округу за даними перепису 2012 року становить 448 194 людини ; за даними на 2001 рік воно налічувало 397 375 чоловік. На 2001 рік 94,54% населення становили сингали; 1,96% — ларакалла; 1,89% — індійські таміли; 1,45% — ланкійські таміли і 0,16% — інші етнічні групи. 94,43% населення сповідували буддизм; 2,92% — індуїзм; 2,06% — іслам і 0,57% — християнство.

## Історія
В давні часи у місті Ґалабедда знаходилась резиденція монархів Рухуни. В XI-XIV ст. у складі сингальського королівства Полоннарува. Далі до британської колонізації сучасна територія Монераґали знаходилась у складі королівства Канді. У 1505-1656 рр. на території Монераґали із центру Канді та південних провінцій почали селитися мусульмани, які почали збільшувати  свої поселення протягом голландського (1656–1796) та британського періодів колонізації (1796–1948). У 1880-1924 рр. існувала англійська чайна компанія «Macleod Cameron», а в 1905-1930 рр. «Monaragala Rubber Co Ltd». Нині в сільському секторі Монараґали вирощують рис та каучук. В місті Оккампіція знаходять сапфіри та хризоберили.

## Парки та храми
Один із найважливіших історичних буддійських храмів у Шрі-Ланці є храм Будуруваґала (збудований в X ст.), який розташований і національному парку Яла, в селищі Веллавайя. На території округу також розташований національний парк Гал-Оя.